# Bettina Scheer

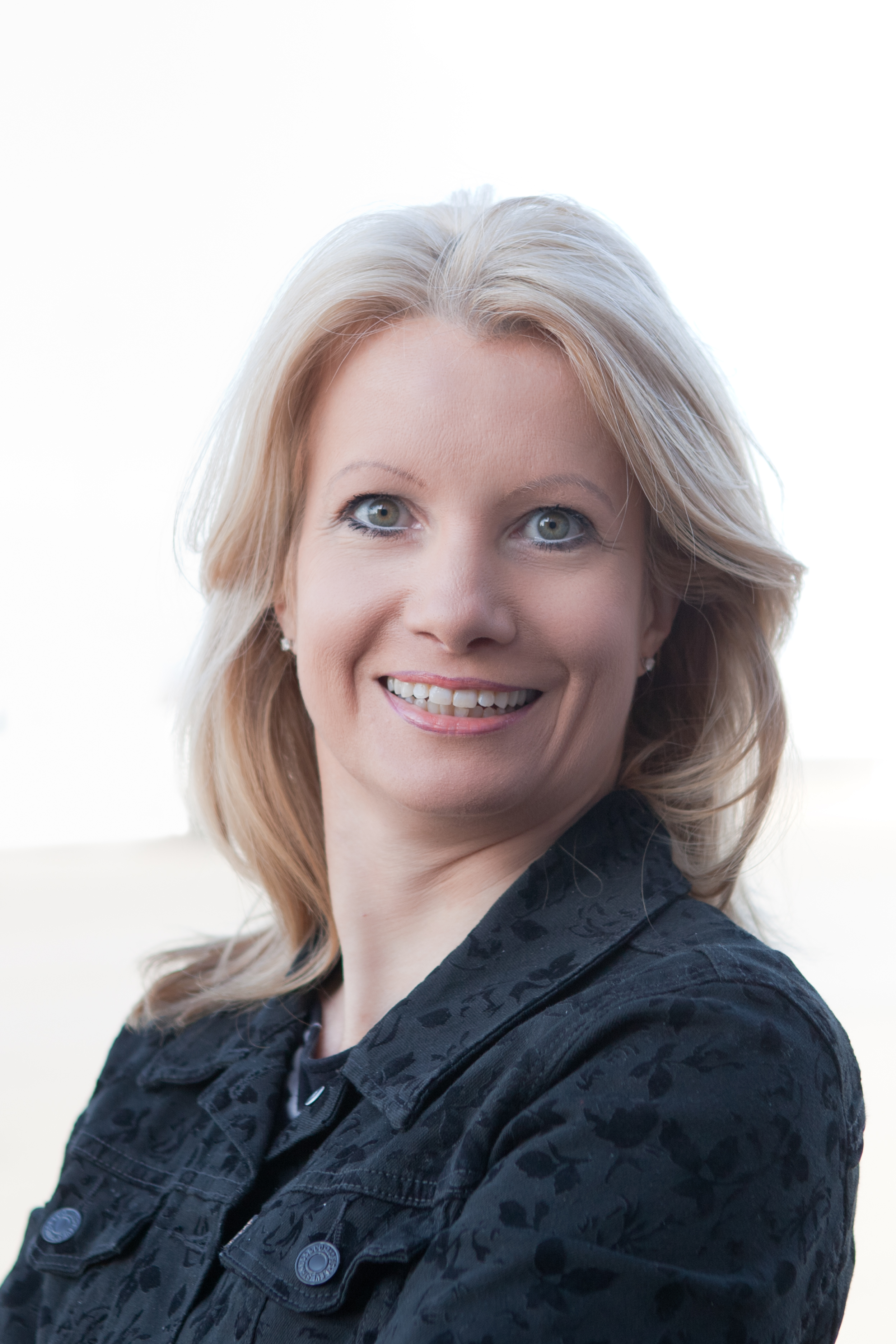
Bettina Scheer 2016

Bettina Scheer (* 12. Juli 1969 in Trier) ist eine deutsche Musikpädagogin, insbesondere für frühkindliche musikalische Bildung, für Kindertagesstätten und Grundschule.

## Leben
Bettina Scheer ist eine deutsche Autorin mit  Publikationen im musikpädagogischen Bereich. Sie lebt in der Nähe von Saarbrücken und veröffentlicht gemeinsam mit Elke Gulden Bücher und Tonträger zur musikpädagogischen Arbeit mit Kindern von 0–8 Jahren.

## Zeitschriften
Seit 2014 ist Bettina Scheer zusammen mit Elke Gulden Herausgeberin der Zeitschrift „Musik in der Kita“ im Lugert Verlag. Beide sind für die Planung und Organisation der bundesweiten zweitägigen Kongresse „Musik in der Kita“ im Herbst zuständig (2016 Essen, 2017 Stuttgart, 2018 Koblenz, 2019 Hamburg und 2020 Stuttgart).

## Bücher
- Singzwerge & Krabbelmäuse. Elke Gulden & Bettina Scheer, Ökotopia Verlag 2004, ISBN 3-936286-36-1.
- Kli-Kla-Klanggeschichten. Elke Gulden & Bettina Scheer, Don Bosco Verlag 2005, ISBN 3-7698-1526-2.
- Kommt, singt einfach mit. Elke Gulden & Bettina Scheer, Verlag Herder 2005, ISBN 3-451-28905-9.
- Kinder spielen mit Orff-Instrumenten. Elke Gulden & Bettina Scheer, Don Bosco Verlag 2007, ISBN 978-3-7698-1610-5.
- Geschichten hören, spielen und tanzen. Buch mit Audio-CD, Elke Gulden & Bettina Scheer, Verlag Herder 2007, ISBN 978-3-451-32089-7.
- Musikstoppspiele. Elke Gulden & Bettina Scheer, Don Bosco Verlag 2007, ISBN 978-3-7698-1640-2.
- Kli-Kla-Klanggeschichten zur Advents- und Weihnachtzeit. Elke Gulden & Bettina Scheer, Don Bosco Verlag 2007, ISBN 978-3-7698-1638-9.
- Musik, Rhythmus & Klang. Elke Gulden & Bettina Scheer, Don Bosco Verlag 2008, ISBN 978-3-7698-1702-7.
- Kli-Kla-Klanggeschichten im Frühling. Elke Gulden & Bettina Scheer, Don Bosco Verlag 2009, ISBN 978-3-7698-1722-5.
- Kli-Kla-Klanggeschichten zur Herbst- und Lichterzeit. Elke Gulden & Bettina Scheer, Don Bosco Verlag 2009, ISBN 978-3-7698-1771-3.
- Klatsch- und Hüpfspiele. Elke Gulden & Bettina Scheer, Don Bosco Verlag 2009, ISBN 978-3-7698-1772-0.
- Tierische Kli-Kla-Klanggeschichten. Elke Gulden & Bettina Scheer, Don Bosco Verlag 2010, ISBN 978-3-7698-1793-5.
- Ich spiel laut, ich spiel leis. Elke Gulden & Bettina Scheer, Don Bosco Verlag 2010, ISBN 978-3-7698-1837-6.
- Tanzen in der Grundschule. Buch mit Audio-CD, Elke Gulden & Bettina Scheer, Limpert Verlag 2010, ISBN 978-3-7853-1805-8.
- Musikspielreise. Elke Gulden & Bettina Scheer, Ökotopia Verlag 2011, ISBN 978-3-86702-133-3.
- Der kleine freche Tintenklecks. Buch mit Audio-CD, Elke Gulden & Bettina Scheer, Verlag Herder 2011, ISBN 978-3-451-32360-7.
- Handtheater & Fingerspiele. Elke Gulden & Bettina Scheer, Don Bosco Verlag 2011, ISBN 978-3-7698-1861-1.
- Ballspiele im Kindergarten. Elke Gulden & Bettina Scheer, Don Bosco Verlag 2011, ISBN 978-3-7698-1860-4.
- Jetzt ist Krippenspielkreiszeit. Elke Gulden & Bettina Scheer, Ökotopia Verlag 2011, ISBN 978-3-86702-151-7.
- Es tanzt die Kuh mit Stöckelschuh. Elke Gulden & Bettina Scheer, Don Bosco Verlag 2012, ISBN 978-3-7698-1907-6.
- Schaukelmaus & Kuschelkater. Elke Gulden & Bettina Scheer, Ökotopia Verlag 2012, ISBN 978-3-86702-168-5.
- Fröhliche Verse zum Kinderyoga. Elke Gulden & Bettina Scheer, Don Bosco Verlag 2012, ISBN 978-3-7698-1956-4.
- Der musikalische Morgenkreis. Buch mit Audio-CD, Elke Gulden & Bettina Scheer, Don Bosco Verlag 2012, ISBN 978-3-7698-1954-0.
- 3 Minuten Fitness. Elke Gulden & Bettina Scheer, Don Bosco Verlag 2013, ISBN 978-3-7698-1980-9.
- Pfiffige Spiele für Vorschulfüchse. Elke Gulden & Bettina Scheer, Ökotopia Verlag 2013, ISBN 978-3-86702-220-0.
- Kinder tanzen durchs Märchenland. Buch mit Audio-CD, Elke Gulden & Bettina Scheer, Ökotopia Verlag 2014, ISBN 978-3-86702-289-7.
- Kinder tanzen durch den Wilden Westen. Buch mit Audio-CD, Elke Gulden & Bettina Scheer, Ökotopia Verlag 2014, ISBN 978-3-86702-290-3.
- Kinder tanzen durch die Lichterzeit. Buch mit Audio-CD, Elke Gulden & Bettina Scheer, Ökotopia Verlag 2014, ISBN 978-3-86702-288-0.
- Kinder tanzen Hip Hop, Disco, Swing & Soul. Buch mit Audio-CD, Elke Gulden & Bettina Scheer, Ökotopia Verlag 2014, ISBN 978-3-86702-311-5.
- Zwei Socken außer Rand & Band. Buch mit Audio-CD, Elke Gulden & Bettina Scheer, Verlag Herder 2014, ISBN 978-3-451-32727-8.
- Bewegungshits für Jungs. Elke Gulden & Bettina Scheer, Don Bosco Verlag 2014, ISBN 978-3-7698-2088-1.
- Der bewegte Morgenkreis. Buch mit Audio-CD, Elke Gulden & Bettina Scheer, Don Bosco Verlag 2015, ISBN 978-3-7698-2092-8.
- Der Herbst, der Herbst, der Herbst ist da! Musikalische Bilderbuchgeschichte, Elke Gulden & Bettina Scheer, Don Bosco Verlag 2015, ISBN 978-3-7698-2196-3.
- Der lachende Morgenkreis. Buch mit Audio-CD, Elke Gulden & Bettina Scheer, Don Bosco Verlag 2016, ISBN 978-3-7698-2243-4.
- Frühling wird es nun bald. Musikalische Bilderbuchgeschichte, Elke Gulden & Bettina Scheer, Don Bosco Verlag 2016, ISBN 978-3-7698-2219-9.
- Juchee der erste Schnee. Musikalische Bilderbuchgeschichte, Elke Gulden & Bettina Scheer, Don Bosco Verlag 2016, ISBN 978-3-7698-2257-1.
- Die 50 besten Ballspiele im Kindergarten. Elke Gulden & Bettina Scheer, Don Bosco Verlag 2016, ISBN 978-3-7698-2262-5.
- Kinder tanzen mit Tüchern, Reifen, Springseil & Co. Buch mit Audio-CD, Elke Gulden & Bettina Scheer, Ökotopia Verlag 2017, ISBN 978-3-86702-324-5.
- Heut bin ich ein Flummi! Bewegungsverse mit Musik. Buch mit Audio-CD, Elke Gulden & Bettina Scheer, Herder Verlag 2017, ISBN 978-3-45137-521-7.
- Mini-Musicals für die Winter- und Weihnachtszeit. Buch mit Audio-CD, Elke Gulden & Bettina Scheer, Don Bosco Verlag 2017, ISBN 978-3-76982-319-6.
- Der bewegte Morgenkreis. Buch mit Audio-CD, Elke Gulden & Bettina Scheer, Don Bosco Verlag 2018, ISBN 978-3-76982-092-8.
- Mini-Musicals aus dem Märchenwald. Buch mit Audio-CD, Elke Gulden & Bettina Scheer, Don Bosco Verlag 2018, ISBN 978-3-76982-393-6.
- Tschingderassabum-Polonaisen, Tanzsspiele und Spaßlieder. Buch mit Audio-CD, Elke Gulden & Bettina Scheer, Don Bosco Verlag 2018, ISBN 978-3-76982-378-3.
- Der Krippenkinder-Morgenkreis. Buch mit Audio-CD, Elke Gulden & Bettina Scheer, Don Bosco Verlag 2019, ISBN 978-3-76982-415-5.

## Karten & Spiele
- K wie Krokodil. Klugspielkarten, Elke Gulden & Bettina Scheer, Ökotopia Verlag 2014, ISBN 978-3-86702-236-1.
- Wo Wie Was?! Klugspielkarten, Elke Gulden & Bettina Scheer, Ökotopia Verlag 2014, ISBN 978-3-86702-234-7.
- DingsdaBumsda. Klugspielkarten, Elke Gulden & Bettina Scheer, Ökotopia Verlag 2014, ISBN 978-3-86702-235-4.
- Gleich & Gleich. Klugspielkarten, Elke Gulden & Bettina Scheer, Ökotopia Verlag 2014, ISBN 978-3-86702-293-4.
- 4+1= Meins. Klugspielkarten, Elke Gulden & Bettina Scheer, Ökotopia Verlag 2015, ISBN 978-3-86702-310-8.
- Frühling to go. Elke Gulden & Bettina Scheer, Don Bosco Verlag 2014.
- Sommer to go. Elke Gulden & Bettina Scheer, Don Bosco Verlag 2014.
- Herbst to go. Elke Gulden & Bettina Scheer, Don Bosco Verlag 2014.
- Winter to go. Elke Gulden & Bettina Scheer, Don Bosco Verlag 2014.
- Jetzt fahrn wir übern See. Elke Gulden & Bettina Scheer, Don Bosco Verlag 2015.
- 30 Kinderyoga-Bildkarten: Übungen und Reime für kleine Yogis. Elke Gulden & Bettina Scheer, Gabriele Pohl, Don Bosco Verlag 2017
- Na siehste. Klugspielkarten. Elke Gulden & Bettina Scheer, Ökotopia Verlag 2017, ISBN 978-3-86702-236-1.
- Ein Schuh, ein Ei, ein Papagei. Elke Gulden & Bettina Scheer, Don Bosco Verlag 2018.
- 30 Kinderyoga-Bildkarten. Gabi Pohl, Elke Gulden & Bettina Scheer, Don Bosco Verlag 2019.
- 30x befreiter Nacken – entspannte Schultern. Elke Gulden, Bettina Scheer & Eric Franklin, Don Bosco Verlag 2018.
- 30x Rückenschule-Bildkarten für Kinder. Elke Gulden, Bettina Scheer & Eric Franklin, Don Bosco Verlag 2020.
- Mit Punkt und Strich, so male ich – 30 lustige Ideen zu Malreimen und Sprechzeichnen. Elke Gulden & Bettina Scheer, Don Bosco Verlag 2020.

## Kamishibai mit CD
- Der Herbst, der Herbst, der Herbst ist da! Eine Klanggeschichte mit Audio-CD, Elke Gulden & Bettina Scheer, Don Bosco Verlag 2015.
- Frühling wird es nun bald. Eine Klanggeschichte mit Audio-CD, Elke Gulden & Bettina Scheer, Don Bosco Verlag 2016.
- Juchee der erste Schnee. Eine Klanggeschichte mit Audio-CD, Elke Gulden & Bettina Scheer, Don Bosco Verlag 2016.
- Traira, der Sommer, der ist da. Eine Klanggeschichte mit Audio-CD, Elke Gulden & Bettina Scheer, Don Bosco Verlag 2017.

## CDs
- Singzwerge & Krabbelmäuse. Ralf Kiwit, Bettina Scheer & Elke Gulden, Ökotopia Verlag 2004, ISBN 3-936286-37-X.
- Musikspielreise. Ralf Kiwit, Bettina Scheer & Elke Gulden, Ökotopia Verlag 2011, ISBN 978-3-86702-134-0.
- Jetzt ist Krippenspielkreiszeit. Ralf Kiwit, Bettina Scheer & Elke Gulden, Ökotopia Verlag 2011, ISBN 978-3-86702-152-4.
- Es tanzt die Kuh mit Stöckelschuh. Ralf Kiwit, Bettina Scheer & Elke Gulden, Don Bosco Verlag 2012, ISBN 978-3-7698-1907-6.
- Schaukelmaus & Kuschelkater. Ralf Kiwit, Bettina Scheer & Elke Gulden, Ökotopia Verlag 2012, ISBN 978-3-86702-169-2.
- Bewegungshits für Jungs. Ralf Kiwit, Elke Gulden & Bettina Scheer, Don Bosco Verlag 2014, ISBN 978-3-7698-2112-3.
- Poldi tanzt den Kirschkernrock. Elke Gulden & Bettina Scheer, Marco Wasem, Don Bosco Verlag 2017, ISBN 978-3-7698-2335-6.